# بولاروس
بلدية بولاروس (بالإسبانية: Bularros) هي بلدية تقع في مقاطعة آبلة التابعة لمنطقة قشتالة وليون وسط إسبانيا.

## الديموغرافيا
يبلغ عدد سكان بلدية بولاروس 84 نسمة عام 2011 (وفقاً للمعهد الوطني للإحصاء الإسباني).
| 127 | 120 | 109 | 96 | 92 | 85 | 84 |